# On My Way (canción de Lea Michele)
«On My Way» (en español: En mi camino) es el segundo sencillo de la cantante y actriz estadounidense Lea Michele de su álbum debut Louder. Fue lanzada en tiendas iTunes y tiendas de música el 4 de marzo de 2014 junto a las demás canciones de Louder. Se estrenó en vivo en The Ellen Show el 18 de marzo de 2014. La canción fue escrita por Ali Tamposi, Marcus Lomax, Clarence Coffee, Jordan Johnson, Stefan Johnson y producida por The Monsters and the Strangerz.

## Composición
El sencillo fue coescrito por Ali Tamposi, Marcus Lomax, Clarence Coffee, Jordan Johnson, Stefan Johnson

## Presentaciones en vivo
Se presentó en The Ellen Show el 18 de  marzo de 2014, pero ha tenido apariciones en soundchecks de wallmart antes.

## Vídeo musical
El vídeo musical "On My Way" fue subido a su cuenta oficial de Youtube(leamichelemusicvevo) el 19 de mayo de 2014. Fue dirigido por la famosa directora Hannah Lux Davis

## Posicionamiento
| Listas (2014)                               | Posiciones |
| ------------------------------------------- | ---------- |
| Bélgica (Flandes) (Ultratip Bubbling Under) | 40         |
| Canadá (Canadian Hot 100)                   | 81         |
| Francia (SNEP)                              | 45         |
| Italia (FIMI)                               | 68         |
| España (Top 100 Canciones)                  | 45         |